# Julius Jacobson

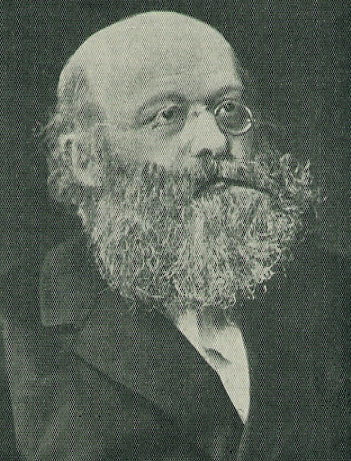
Julius Jacobson.

Julius Jacobson, född den 18 augusti 1828 i Königsberg (nuvarande Kaliningrad), död den 14 september 1889 vid badorten Cranz, var en tysk oftalmolog.
Jacobson blev 1859 docent, 1861 extra ordinarie samt 1873 ordinarie professor vid Königsbergs universitet. Han verkade kraftfullt för införandet av oftalmiatriken som självständigt läroämne vid de preussiska universiteten samt var en betydande lärare och forskare.